# Germania prima

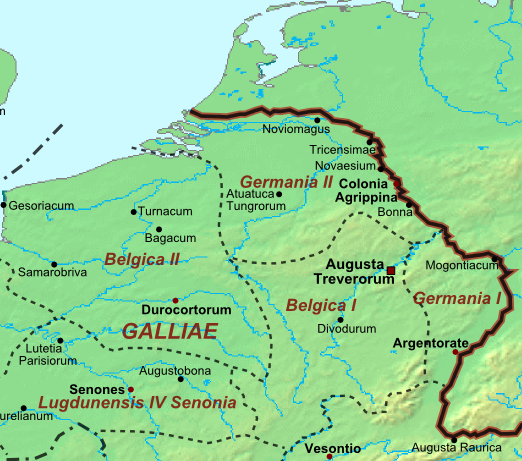
Germania prima inmitten der anderen Provinzen des Imperium Romanum

Die Germania prima (auch: Germania I) war eine römische Provinz der spätantiken Verwaltungsordnung (vgl. Notitia Dignitatum), die ab dem Jahr 297 bis zum Zusammenbruch der römischen Herrschaft am Rhein am Ende des 5. Jahrhunderts bestand. Sie wurde aus der Provinz Germania superior („Obergermanien“) herausgelöst, die im Jahr 89 aus einem ursprünglich rein militärisch verwalteten Grenzgebiet Galliens am Mittel- und Oberrhein gebildet worden war. 
Im Zuge der Verwaltungs- und Militärreformen Diokletians wurde 297 auch die Provinz Germania superior aufgeteilt. Der südlich von Straßburg gelegene Teil wurden zur neuen Provinz Sequania (später: Maxima Sequanorum) mit der neuen Provinzhauptstadt Besançon zusammengefasst. Die nördlich Straßburgs am Rhein liegenden Gebiete bildeten, unter Beibehaltung der bisherigen Provinzhauptstadt Mogontiacum (Mainz), die Germania prima.
Die Germania prima war nun, wie auch die neuen Nachbarprovinzen, Teil der nächsthöheren Verwaltungseinheit Dioecesis Galliae, die wiederum zur Präfektur Gallien und Britannien gehörte. Der zivile Statthalter (praeses) unterstand dem Vicarius der Diözese und seinem nächsthöheren Vorgesetzten, dem gallischen Prätorianerpräfekten, dem praefectus praetorio Galliarum mit Sitz in Augusta Treverorum (Trier). Die Befehlshaber der in der Germania I stationierten Truppen waren der Dux Germaniae primae, danach der Dux Mogontiacensis, die in Mainz ihr Hauptquartier hatten, und der Comes tractus Argentoratensis, der in Argentorate residierte. Im späteren 5. Jahrhundert traten offenbar die Kommandeure fränkischer foederati an ihre Stelle; so wird noch Chlodwig I. um 482 als administrator der Germania prima bezeichnet.